# Деннисон, Уильям
Уильям Деннисон-младший (англ. William Dennison Jr.; 23 ноября 1815, Цинциннати, Огайо — 15 июня 1882, Колумбус, Огайо) — американский государственный и политический деятель, 24-й губернатор Огайо в 1860—1862 годах и генеральный почтмейстер США в 1864—1866 годах. Также был председателем Республиканского национального съезда в 1864 году.

## Биография
Родился в Цинциннати в штате Огайо. В юности работал в семейном шерстяном бизнесе. В 1835 году окончил Университет Майами, а затем изучал право в офисе Джорджа Ханта Пендлтона.
В 1840 году вступил в коллегию адвокатов Огайо и переехал в столицу штата Колумбус. В том же году женился на Энн Элизе Нил и стал банковским и железнодорожным предпринимателем, где заработал состояние и имел хорошую репутацию.
В 1848 году был избран в Сенат Огайо от партии Вигов, где активно выступал за отмену «черных законов» и в итоге заслужил репутацию борца с рабством. В 1856 году он вступил в Республиканскую партию, от которой выдвигался в 1859 году на губернаторские выборы Огайо, где победил кандидата от демократов Руфуса Рэнни. 9 января 1860 года стал 24-м губернатором Огайо.
В первый год своего срока он отказал властям штатов Кентукки и Виргиния в выдаче беглых рабов и блокировал любые попытки по их возвращению. Во времена гражданской войны в США, используя чрезвычайные полномочия, мобилизовал штат, но во время этого он столкнулся с проблемами в организации поддержки сил Союза. Принимали полки без разбора, и вскоре было набрано вдвое больше людей. Он усилил ополчение, захватив контроль над железнодорожными путями и телеграфными линиями Огайо, а также назначил Джорджа Макклеллана ответственным за добровольческие силы, который создал лагерь, названный в честь Деннисона, для вербовки и обучения добровольцев. В Огайо было много сторонников Конфедерации, которых объявили предателями. В мае 1861 года, без ведома федеральных властей, Деннисон направил войска в Виргинию, где в Уилинге рассматривался вопрос о создании штата Западная Виргиния, и включил её в состав департамента Огайо.
По мере приближения выборов губернатора 1862 года Деннисон утратил доверие избирателей из-за жёсткой политики и беспорядков во время мобилизации в Огайо. Опасаясь проиграть выборы, республиканцы объединились с демократами, которые поддерживали войну, и сформировали «Партию Союза», которая выдвинула демократа Дэвида Тода в качестве кандидата, который выиграл и стал губернатором Огайо 13 января 1862 года.
В 1856 и 1864 году Деннисон был председателем Республиканского национального съезда в Балтиморе. Позже, Линкольн назначит Деннисона генеральным почтмейстером США 24 сентября 1864 года.
В 1866 году Деннисон ушёл в отставку из-за несогласия с политикой президента США Эндрю Джонсона. Позже он сосредоточился на своих делах в Колумбусе. На государственную службу он вернулся в 1874 году, когда президент Улисс Грант назначил его комиссаром округа Колумбия, где Деннисон проработал до 1878 года. В 1880 году выдвигался на пост сенатора США, где он проиграл Джеймсу Абраму Гарфилду.
Вскоре после провала сенаторских выборов здоровье Деннисона ухудшилось. 15 июня 1882 года он умер в возрасте 66 лет в Колумбусе в штате Огайо после продолжительной болезни. Был похоронен на кладбище Гринлон в Колумбусе.